# Arthur Hertzberg

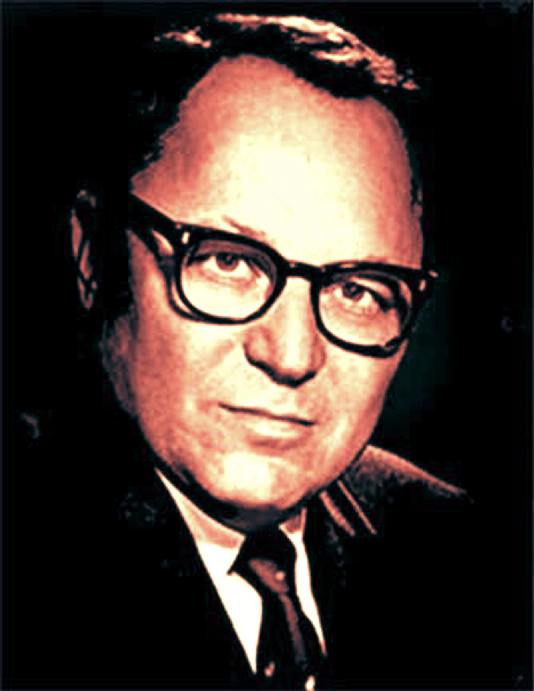
Arthur Hertzberg (1972)

Arthur Hertzberg (geboren am 9. Juni 1921 in Lubaczów, Polen; gestorben am 17. April 2006 in Westwood, New Jersey) war ein polnisch-US-amerikanischer konservativer Rabbiner, der eine wichtige Rolle in der Entwicklung des Nachkriegsjudentums spielte. Er lehrte als Rabbiner und verfasste grundlegende Werke über den modernen Antisemitismus und den Zionismus.

## Leben
Im Alter von fünf Jahren verließ Arthur Hertzberg zusammen mit seinen Eltern Europa und kam in die orthodoxe Gemeinde von Youngstown (Ohio), wo er sich, wie er sich später erinnerte, schon als Jugendlicher dagegen aussprach, dass die literarische Bedeutung des Talmuds, der Kabbala und der Schriften des Chassidismus geringer sein sollte als zum Beispiel Homers Ilias oder Odyssee, oder als Dantes Inferno. Sein Vater war ein orthodoxer Rabbiner, verwurzelt im aschkenasischen Judentum. Er unterwies Arthur in den Feinheiten des Talmuds und der anderen großen Schriften des Judentums. Obwohl sich Hertzberg später von der Orthodoxie in Richtung konservatives Judentum bewegte, sagte er einmal: „Ich benutzte meine ‚Ketzerei‘ niemals als Entschuldigung dafür, dass ich die Kultur einer Mehrheit meiner eigenen vorziehe.“ Hertzberg war im Winter 1944–1945 ein Student Ernst Cassirers an der Columbia University. Nach dem Tod Cassirers ebenda leitete er als junger Rabbiner dessen Trauerfeier.
1950 heiratete er Phyllis Cannon, die Eheleute wurden Eltern zweier Töchter.
In seiner über fünfzigjährigen Karriere war Hertzberg als Gemeinderabbiner tätig, als Präsident der American Jewish Policy Foundation und des American Jewish Congress, Vizepräsident des jüdischen Weltkongresses und vertrat das Judentum im katholisch-jüdischen Dialog während der Amtszeit Johannes XXIII. an vorderster Stelle. Er schloss sich 1963 Martin Luther King, jr. bei seinem „Marsch auf Washington für Arbeit und Freiheit“ an, dem Höhepunkt der amerikanischen Bürgerrechtsbewegung. Auch spielte er eine Hauptrolle in der Diskussion mit der Katholischen Kirche über die nicht erfolgte Veröffentlichung von Dokumenten über Pius XII. und den Holocaust. Ebenfalls nennenswert ist seine deutliche Kritik am politischen Verhalten Israels gegenüber Palästina. Arthur Hertzberg war außerdem Mitglied des Kuratoriums des Abraham Geiger Kolleg Potsdam, des ersten deutschen Rabbinerseminars seit der Schoa.
In seinem Hauptwerk The French Enlightenment and the Jews: The Origins of Modern Anti-Semitism (wörtlich: Die französische Aufklärung und die Juden: Der Ursprung des modernen Antisemitismus) von 1968 zeigte er, wie der Ursprung des modernen Antisemitismus auf das „liberale“ Weltbild aufgeklärter Philosophen wie Voltaire zurückgeführt werden kann. In ähnlicher Weise begründet sein Werk The Zionist Idea: A Historical Analysis and Reader von 1972 die Zionismus-Studien und beschreibt den modernen Zionismus als säkulare Bewegung, um die jüdische Identität neben dem weitverbreiteten Nationalismus anderer Völker neu zu begründen. Hertzberg, der sich selbst als pragmatisch-liberal bezeichnete, sah keinen Widerspruch zwischen seinen politischen Urteilen und seiner Ehrfurcht vor den jüdischen, vom religiösen Fundamentalismus losgelösten Traditionen.

## Schriften (Auswahl)
- The French Enlightenment and the Jews. The Origins of Modern Anti-Semitism. 1968.
- Zionist Idea. A Historical Analysis & Reader. 1972.
- The Jews in America. (deutsch: Shalom, Amerika 324. Die Geschichte der Juden in der neuen Welt. Knesebeck Verlag, München 1992. aktuell unter ISBN 3-633-54110-1.)
- Judaism. (deutsch: Judaismus. Die Grundlagen der jüdischen Religion. Knesebeck Verlag, München 1995, aktuell unter ISBN 3-499-16522-8)
- Mit Aron Hirt-Manheimer: Jews. (deutsch: Wer ist Jude? Wesen und Prägung eines Volkes. Carl Hanser Verlag, München 2000, aktuell unter ISBN 3-423-30806-0.)

## Zitate
- „Ich wurde Amerikaner, indem ich mich weigerte, mich anzupassen.“
- „Alles, was ich im letzten halben Jahrhundert geschrieben habe, beruht auf den Voraussetzungen, die ich von Kaplan und Baron gelernt habe.“
- „Ich identifizierte das Ghetto niemals mit Rückständigkeit.“